# به لزلی
به لزلی (انگلیسی: To Leslie) فیلم درام آمریکایی محصول سال ۲۰۲۲ به کارگردانی مایکل موریس (در اولین تجربهٔ کارگردانی بلند خود)، بر اساس فیلم‌نامه‌ای از رایان بیناکو است. در این فیلم آندره‌آ ریسبرو در نقش لزلی رولند، مادر مجرد و الکلی ایفای نقش می‌کند که تمام پول جایزه‌ای را که پس از برنده شدن در لاتاری دریافت کرده‌است، مصرف می‌کند. دیگر بازیگران شامل آندره رویو، اوون تیگ، استیون روت، جیمز لندری هبرت، مارک مارون و الیسون جنی می‌شوند.
به لزلی در ۱۲ مارس ۲۰۲۲ در جنوب از جنوب غربی به نمایش درآمد و در ۷ اکتبر همان سال از طریق مومنتوم پیکچرز به فیلم اکران محدودی داده شد. این فیلم نقدهای مثبتی از طرف منتقدان گرفتو ریسبرو نامزد جایزه اسکار بهترین بازیگر زن شد.